# Месса-пародия
Месса-пародия, или пародийная месса в западноевропейской музыке второй половины XV — начала XVII веков  —  тип многоголосной мессы, для которой характерна техника пародии.

## Характеристика
Под «пародией» (ср. общелексическое значение слова и литературоведческий термин) понимается точное цитирование чужого (реже собственного) фрагмента многоголосной музыки — как правило, вокальной, например, чужой шансон (изредка с текстом обсценного содержания), чужого мотета, фрагмента чужой мессы. При обработке оригинальной цитаты композитор мог отключать отдельные голоса и/или приписать собственные новые.

## Исторический очерк
Зачинателем техники мессы-пародии считают Жоскена Депре; примеры таких месс в его творчестве — «Malheur me bat», «Mater Patris» и «Fortuna desperata». Месса-пародия (на собственную шансон «Tous les regretz») встречается также у А. Брюмеля в мессе «De Dringhs». К середине XVI века большинство авторов месс использовало эту технику, чаще других — Палестрина, в мессах которого насчитывается более 50 таких цитат (например, в мессе «Assumpta est Maria»). Среди других — де Монте, Климент-не-Папа, Лассо, Моралес, Виктория (месса «O quam gloriosum»), Сермизи («Missa plurium motetorum», «Missa plurium modulorum» и др.), Гомберт, Крекийон, Индженьери, Хандль, Монтеверди (месса «In illo tempore») и др. После запрета на использование в церковной музыке заимствований светского тематического материала, вынесенного Тридентским собором в 1562 году, количество месс-пародий в Италии уменьшилось, в то время как в Германии видимой реакции композиторов на этот запрет не последовало.
Технику пародии систематически описал итальянский теоретик музыки П. Чероне в объёмном трактате «El melopeo y maestro» (1613).